# Yi Hwang
Yi Hwang (ur. 1501, zm. 1570), znany pod pseudonimem T'oegye (hangul 퇴계, hancha 退溪) – koreański filozof, jeden z czołowych przedstawicieli neokonfucjanizmu w tym kraju. Nazywany „koreańskim Zhu Xi”.
Pochodził z Ongye-li w prowincji Gyeongsang. W młodości poznał klasyczną literaturę chińską, szczególne wrażenie wywarły na nim poezje Tao Qiana oraz Xingli daquan, sporządzony w 1405 roku przez Hu Guanga wyciąg filozofów neokonfucjańskich. W 1534 roku zdał egzaminy urzędnicze, następnie pracował w administracji państwowej. W 1543 roku doznał przełomu wewnętrznego na skutek lektury dzieł zebranych Zhu Xi i sześć lat później porzucił całkowicie karierę urzędniczą, osiadając we wsi Tosan koło Andongu, gdzie oddał się pracy filozoficznej.
Myśl filozoficzna Yi Hwanga wyrastała bezpośrednio z nauk Zhu Xi, głównym celem jego badań było ustalenie relacji między kosmiczną zasadą a siłą fizyczną oraz w jaki sposób odzwierciedlają się one w życiu jednostek i społeczeństw. Streszczenie swoich poglądów zawarł w dziele Seonghak Shipto (聖學十圖 [성학십도], tj. Dziesięć diagramów nauki mędrców), dziele napisanym dla młodego króla Sŏnjo (1552-1608), który bezpośrednio po objęciu tronu (1567) powołał Yi Hwanga na swego doradcę, "ministra do spraw lektur królewskich". Ponieważ ze względu na stan zdrowia nie był w stanie spełniać swej funkcji, Yi Hwang napisał ten tekst jako zbiór stałych pouczeń dla króla, wykonany w dwóch postaciach - książki podręcznej oraz kompletu parawanów do Sali Rady.  W późniejszych czasach stały się one najpopularniejszym dziełem filozofii koreańskiej (309 wydań do 1972), studiowanym także w Japonii.
Słynna jest także jego debata z Kobongiem (Ki Taeseungiem, 1527-1572), opublikowana jako Sa-chil lon (四七論 [사칠론], tj. Debata o czterech [zalążkach] i siedmiu [emocjach] (zob. przekład fragmentów w języku polskim). Wbrew opinii upowszechnionej przez jego przeciwników, zwolenników idealistycznej interpretacji konfucjanizmu, Yi Hwang nie przyjmował, podobnie zresztą jak jego mistrz Zhu Xi, dualistycznej wizji świata rozpadającego się na element duchowy (zasadę, li) i materialny (tchnienie, ki, chiń. qi). Jego zdaniem, żadna z tych dwóch sił nie może istnieć bez drugiej, ale nie da się ani ich sprowadzić wzajemnie do siebie, ani żadnej z dwóch wyprowadzić z drugiej. Obie są „współodwieczne”, żadna nie ma prymatu (czasowego) nad drugą. Różnica między nimi nie jest czysto logiczna, jak by chcieli moniści, ale też nie są od siebie całkiem niezależne. Yi Hwang był zwolennikiem wizji pluralistycznej świata i ostro sprzeciwiał się rozpowszechniającej się interpretacji monistycznej - naturalizmowi, czy to materialistycznemu, czy spirytualistycznemu. Przyjmował ontyczną jedność natury ludzkiej, ale była to natura złożona, w której można wyróżnić zasadę (li) i tchnienie (qi), naturę pierwotną, z którą związany jest intelekt, jak i naturę fizyczną, z którą związana jest sfera emocji. W człowieku „serce jednoczy naturę [pierwotną] i uczucia”.
Poglądy Yi Hwanga wywarły pośrednio silny wpływ na filozofię Kraju Kwitnącej Wiśni – jego uczeń, Gang Hang (1567-1618) dostał się jako jeniec wojenny do niewoli japońskiej i został nauczycielem Seiki Fujiwary, prekursora neokonfucjanizmu w tym kraju.

## W języku polskim
- T’oegye i Kobong, Debata o Czterech i Siedmiu (Sa-ch'il-lon), tłum. Maciej St. Zięba, [w:] Marta Kudelska (red.), Filozofia Wschodu. Wybór tekstów, Kraków: Wyd. Uniwersytetu Jagiellońskiego 2002, s. 359-368, ISBN 83-233-1487-X.
- Maciej St. Zięba, Serce (xīn, 心) jako ośrodek władz psychicznych człowieka w myśli neokonfucjańskiej T'oegyego Yi Hwanga, [w:] Ołena Łucyszyna, Maciej St. Zięba (red.), Purusza, atman, tao, sin... Wokół problematyki podmiotu w tradycjach filozoficznych Wschodu, Łódź, Wyd. Akademii Humanistyczno-Ekonomicznej, 2011, s. 183–207, ISBN 978-83-7405-590-1.